# Sovkino

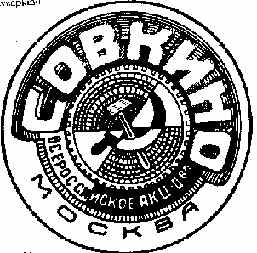
Logo de Sovkino

Sovkino est une société soviétique de production cinématographique fondée en 1925.

## Historique
Pour éviter la concurrence interne entre les sociétés cinématographiques d'État, l'agence gouvernementale Sovkino, active dans le domaine de la production et de la distribution de films, fut créée en 1925. Ses autres missions étaient de promouvoir le renforcement de l'idéologie d'État dans l'industrie cinématographique et de mettre en œuvre les scénarios de réalisateurs après une éventuelle censure préalable. Sovkino avait également le monopole de l'importation de films étrangers.

## Implantation
Sovkino était implantée à Moscou et à Leningrad.

## Continuité
Sovkino sera subdivisée par après en deux et donnera naissance aux studios de cinéma Mosfilm et Lenfilm en 1930.

## Films produits par Sovkino
- 1926 : Les Skotinine (Господа Скотинины, Gospoda Skotininy) de Grigori Rochal
- 1926 : Katka, petite pomme reinette (Катька — бумажный ранет, Katka-bumazhnyy ranet) de Fridrikh Ermler
- 1926 : Les Ailes de l'esclave (Krylya kholopa)
- 1926 : La Sixième partie du monde, de Dziga Vertov
- 1926 : Le Vent (Veter) de Czesław Sąbiński
- 1927 : Le Petit Frère (Bratichka)
- 1927 : La Veste d'un autre (Чужой пиджак, Chuzhoy pidzhak) de Boris Chpis
- 1927 : La Maison dans les congères (Dom v sugrobakh)
- 1927 : Deux amis, le modèle et l'amie (Два друга, модель и подруга, Dva druga, model i podruga) d'Alekseï Popov
- 1927 : Les Juifs et la Terre (Evrei na zemle), d'Abram Room
- 1927 : Glavdynia en vacances (Главдыня на отдыхе, 'Glavdynya' na otdykhe) de Vladimir Schmidtgof
- 1927 : Café Franconi (Кофе Франкони, Kafe Fankoni)
- 1927 : Lady Macbeth (Katerina Izmailova)
- 1927 : Mabul (Мабул) d'Evgueni Ivanov-Barkov
- 1927 : Moscou (Москва, Moskva) de Mikhaïl Kaufman et Ilya Kopaline
- 1927 : Sur un rivage lointain (Na dalnem beregou)
- 1927 : Permission de vivre (Order na zhizn)
- 1927 : Les courageux marins (Otvazhnye moreplavateli)
- 1927 : La Chute de la maison Romanov (Padenie dinastii Romanovykh)
- 1927 : Le Cordonnier de Paris (Парижский сапожник, Parizhskiy sapozhnik) de Fridrikh Ermler
- 1927 : Le Poète et le Tsar, de Vladimir Gardine et Ievgueni Tcherviakov
- 1927 : Le petit ressort (Пружинка, Pruzhinka) de Vladimir Schmidtgof
- 1927 : La Route de Damas (Путь в Дамаск, Put v Damask) de Lev Cheffer
- 1927 : SVD : L’Union pour la grande cause, de Vladimir Gardine et Ievgueni Tcherviakov
- 1927 : Les céramiques heureuses (Счастливые черепки, Schastlivyje cherepki) d'Eduard Ioganson
- 1927 : Trois dans un sous-sol de Abram Room
- 1927 : La Tribune n°3 (Турбина №3, Turbina N° 3) de Semion Timochenko
- 1927 : Nids-de-poule (Ухабы, Ukhaby) de Abram Room
- 1927 : Votre connaissance (Vasha znakomaya)
- 1927 : Le grand chemin (Великий путь, Velikiy put) d'Esther Choub
- 1927 : Tourbillon (Водоворот, Vodovorot)
- 1927 : Le Poison (Яд, Yad) d'Evgueni Ivanov-Barkov
- 1927 : Épouse (Жена, Zhena) de Mikhaïl Doronine
- 1927 : La Toison d'or (Золотое руно, Zolotoe rouno) de Boris Svetozarov
- 1928 : L'Asie (Asya)
- 1928 : Dentelles
- 1928 : Devushka s dalyokoy reki
- 1928 : Dzhoy i Druzhok
- 1928 : Eliso
- 1928 : Khabu
- 1928 : Le Village du péché (Бабы рязанские, Baby rjasanskije) d'Olga Preobrajenskaïa
- 1928 : L'Enfant d'un autre
- 1928 : Octobre, de Sergueï Eisenstein
- 1928 : Le Droit de vivre (Pravo na zhizn)
- 1928 : La Russie de Nicolas II et Léon Tolstoï (Россия Николая II и Лев Толстой, Rossiya Nikolaya II i Lev Tolstoy) d'Esther Choub
- 1928 : Le Ville claire (Svetlyy gorod)
- 1929 : Les Nerfs malades (Bolnye nervy)
- 1929 : Voiles noires (Chyornyy parus)
- 1929 : La Ligne générale, de Sergueï Eisenstein
- 1929 : La Nouvelle Babylone, de Grigori Kozintsev et Leonid Trauberg
- 1929 : Le Chemin de souffrance
- 1929 : Débris de l'empire (Oblomok imperii), de Fridrikh Ermler
- 1929 : Le Fantôme qui ne revient pas (Prividenie, kotoroe ne vozvrashchaetsya) de Abram Room
- 1929 : Aujourd'hui (Сегодня, Sevodnya) d'Esther Choub
- 1929 : Tanka-traktirshchitsa
- 1929 : Le Bec d'or (Золотой клюв, Zolotoy klyuv) d'Ievgueni Tcherviakov
- 1930 : L'Homme est resté seul (Человек остался один, Chelovek Ostalsya Odin) d'Aleksandre Oussoltsev-Garf
- 1930 : Vingt-deux malheurs (Двадцать два несчастья, Dvadtsat dva neschastia) de Sergueï Guerassimov
- 1930 : Judas (Iuda) d'Evgueni Ivanov-Barkov
- 1930 : Kain i Artem
- 1930 : Le Train mongol (Голубой экспресс, Golouboï ekspress) d'Ilia Trauberg
- 1930 : Transport de feu (Транспорт огня, Transport ognya) d'Aleksandre Ivanov
- 1930 : Dans la montagne on parle (В горах говорят, V gorakh govoryat) de Mirian Khoukhanichvili
- 1932 : Contre-plan (Vstrechny) de Fridrikh Ermler et Sergueï Ioutkevitch

## Films distribués par Sovkino
- 1926 : Le Vent (Veter) de Czesław Sąbiński
- 1928 : Octobre, de Sergueï Eisenstein